# Ренфру (Онтарио)
Ренфрю или Ренфру, англ. Renfrew — город на юго-востоке провинции Онтарио, Канада. Расположен на реке Боншер (en:Bonnechere River) в округе Ренфру (Renfrew County), район Восточное Онтарио, область Южное Онтарио.

## История
Назван в честь шотландского города Ренфру. Основателями города были лесорубы, в начале XIX века занимавшиеся здесь вырубкой леса и сплавлявшие его по реке в Оттаву и другие города. До недавнего времени в честь этих исторических событий в городе ежегодно в июле проводился Фестиваль барона лесоповала (Lumber Baron Festival).

## Место рожденияНХЛ
Местная хоккейная команда «Renfrew Millionaires» в течение двух сезонов, 1910—1911 и 1911—1912, привлекала общенациональное внимание, однако позднее была распущена. Владельцы команды, семья железнодорожных магнатов О’Брайен, чтобы закрепить своё место в хоккейном бизнесе, создали Национальную хоккейную ассоциацию, которая позднее превратилась в НХЛ.

## География
Ренфру вместе с прилегающим посёлком Хортон (Township of Horton) находится у места впадения реки Боншер в реку Оттава, в долине Оттавы. Через Ренфру проходит пересечение провинциальных магистралей 17, 60 и 132. Также в Ренфру находится остановка автобуса дальнего следования en:Greyhound Bus между Оттавой и Норт-Бэем.

## Демография
Население города в течение последних 20 лет постепенно уменьшалось:
- 2006: 7846
- 2001: 7942
- 1996: 8125
- 1991: 8134

Количество частных жилищ (включая сезонные коттеджи): 3549 (всего 3686)
Родной язык:
- английский как первый язык: 91,8 %
- французский как первый язык: 4,0 %
- и английский, и французский как первый язык: 0,5 %
- другой первый язык: 3,7 %

## Экономика
В основном экономика города основывается на том, что он является коммерческим центром для 30 000 жителей прилегающих небольших городков и фермерских хозяйств. Согласно переписи 2001 г., в городе имелось около 450 малых предприятий сферы услуг или торговли. Кроме того, Ренфру является традиционной промежуточной остановкой для туристов из Оттавы и других районов по дороге на близлежащие популярные места кемпинга, сплава на плотах, охоты, гольфа, рыбалки и т. д. Тем не менее, крупнейшими работодателями являются Больница Виктории и Поместье Боншер, а также ряд учреждений для пенсионеров, открывшихся уже после переписи. Кроме того, имеются ряд промышленных предприятий.

## Фестивали
- Ранее в Ренфру дважды в год проводился Фестиваль Барона лесоповала Оттавской долины (en:Ottawa Valley Lumber Baron Festival) в память об истории возникновения города. Ныне фестиваль известен под названием en:Valleyfest, при этом он в значительной мере утратил исторические реминесценции.
- Ярмарка в Ренфру проводится во вторую неделю сентября и продолжается со среды по воскресенье. В ходе ярмарки проводятся состязания, представления, выступления музыкальных групп, демонстрация племенного скота.
- В последние годы крупный местный фермер Энди Тейлор спонсирует проведение однодневного музыкального фестиваля FarmJam.
- В 2009 г. в Ренфру проходил 18-й ежегодный фестиваль Ontario Swingers.

### Музей Ренфру, музей мельницы Макдугалла
Джон Лорн Макдугалл (John Lorn McDougall), местный политик и торговец мехами, в 1855 г. построил мельницу на реке Боншер близ местного поворотного моста, прямо над порогами, выше которых ныне располагается электростанция. Мельница позднее была превращена в музей, где представлены инструменты и машины первых поселенцев, военный отдел, выставка кукол, игрушки, предметы одежды и быта викторианской эпохи.